# 新北街道 (天津市)
新北街道，是中华人民共和国天津市滨海新区下辖的一个乡镇级行政单位。

## 行政区划
新北街道下辖以下地区：
贻成尚北社区、新新家园社区、迎宾园社区、欧美小镇社区、贻正嘉合社区、融盛社区、蓝山国际社区、晓镇家园社区、首创国际社区、贻锦台社区、贻成豪庭社区、诺德名苑社区、贻成峰景社区、桃源居社区、欧美家园社区、伴山人家社区和裕川家园社区。